# Simrishamn
Pour la commune, voir Simrishamn (commune).
Simrishamn est une ville portuaire du sud de la Suède, dans le comté de Skåne, peuplée de 6 546 habitants. Elle est le chef-lieu de la commune de Simrishamn.

## Jumelages
La ville de Simrishamn est jumelée avec :
- Fayence (France) ;
- Palanga (Lituanie) ;
- Bornholm (Danemark) ;
- Barth (Allemagne) ;
- Kołobrzeg (Pologne).

## Personnalités
- Alexander Blomqvist (1994-), footballeur née à Simrishamn.
- Karin Brunk Holmqvist (1944-) écrivaine née à Simrishamn.
- Percy Barnevik (1941-2025), chef d'entreprise suédois ne à Simrishamn.